# بمس خسوس دو توکانتینس (توکانتینس)
بمس خسوس دو توکانتینس (به پرتغالی: Bom Jesus do Tocantins) یک منطقهٔ مسکونی در برزیل است که در توکانتینس واقع شده‌است. بمس خسوس دو توکانتینس ۱٬۳۳۳ کیلومتر مربع مساحت و ۵٬۰۰۸ نفر جمعیت دارد.